# Хропотинський Василь Петрович
Василь Петрович Хропотинський (9 травня 1930, село Динджень (Динжани), тепер Окницького району, Молдова — ?) — молдавський радянський діяч, 1-й секретар Унгенського районного комітету КП Молдавії, голова Державного комітету Молдавської РСР у справах видавництв, поліграфії і книжкової торгівлі. Член ЦК КП Молдавії в 1966—1976 та 1981—1986 роках. Кандидат у члени ЦК КП Молдавії в 1976—1981 роках. Депутат Верховної Ради Молдавської РСР 7—11-го скликань.

## Біографія
Народився в селянській родині. У 1950—1951 роках — вчитель семирічної школи в Молдавській РСР.
У 1951—1952 роках — 2-й секретар Кишкаренського районного комітету ЛКСМ Молдавії.
У 1952 році — завідувач лекторської групи Бельцького окружного комітету ЛКСМ Молдавії.
З 1952 до 1954 року служив у Радянській армії.
Член КПРС з 1954 року.
У 1954—1957 роках — 1-й секретар Окницького районного комітету ЛКСМ Молдавії.
З 1957 року — слухач Кишинівської Вищої партійної школи. У 1961 році закінчив Вищу партійну школу при Дніпропетровському обласному комітеті КПУ.
У 1961—1964 роках — відповідальний працівник Окницького районного комітету КП Молдавії; в апараті ЦК КП Молдавії в місті Кишиневі.
У 1964—1971 роках — 1-й секретар Унгенського районного комітету КП Молдавії.
У 1966 році закінчив заочно Кишинівський політехнічний інститут імені С. Лазо.
15 липня 1971 — 14 січня 1986 року — голова Державного комітету Молдавської РСР у справах видавництв, поліграфії і книжкової торгівлі.
Подальша доля невідома.

## Нагороди
- орден Леніна
- орден Трудового Червоного Прапора
- орден «Знак Пошани»
- медалі
- Заслужений працівник культури Молдавської РСР (1980)